# Fabio Scoccimarro
Fabio Scoccimarro (Trieste, 18 settembre 1957) è un politico italiano, portavoce e coordinatore per il Friuli-Venezia Giulia del partito dei Fratelli d'Italia (in precedenza ad Alleanza Nazionale).

## Biografia
Laureato presso la facoltà di lettere e filosofia, Università di Trieste, è stato assessore della Provincia di Trieste dall'ottobre 1997 al giugno 2001, quando è stato eletto presidente della provincia superando al ballottaggio, con il 51,8% dei voti, il candidato del centrosinistra Ettore Rosato. La candidatura di Fabio Scoccimarro è stata sostenuta da Alleanza Nazionale, Forza Italia, Lega Nord e Partito Socialista.
Ricandidatosi alle elezioni amministrative del 2006 è stato sconfitto al ballottaggio nell'election day del 23-24 aprile da Maria Teresa Bassa Poropat.
Con il fratello Felice Scoccimarro, imprenditore ed ex ufficiale dell'arma aeronautica promuove l'attività Onlus dell'associazione "Africa Futura" la quale ha per oggetto finalità di solidarietà, attività didattiche e di ricerca in Tanzania, dove è stato costruito un centro sperimentale destinato allo sviluppo socio economico e culturale della popolazione locale.

## Altri incarichi
- Componente della " Conferenza Unificata" (Stato, regioni, province, comuni) presso il Consiglio dei ministri
- Presidente della commissione "Fondo Trieste" presso la Prefettura di Trieste
- Presidente dell'UPI del Friuli-Venezia Giulia (Associazione della province regionali)
- Presidente nazionale del Consiglio direttivo dell'UPI (Unione delle province italiane)
- Consigliere d'amministrazione di Trieste Expò 2008
- Membro del cda del Consorzio Transpadana per l'alta velocità
- Vicepresidente dell'aeroporto di Trieste S.p.A.
- Consigliere del Comitato portuale di Trieste
- Dal 2008 al 2013 è presidente della Esatto S.p.A società mista pubblico e privata di tributi e servizi
- Dal 2016 al 2018 è vicepresidente della Trieste Trasporti S.p.A società pubblico e privata del trasporto urbano

## Onorificenze
Nel 2005 è stato nominato commendatore dal presidente della Repubblica Italiana Carlo Azeglio Ciampi.